# 岡山綠雉
岡山綠雉（拉丁字：Fagiano Okayama F.C.）是日本一家足球會，位於岡山市內，現於日本職業足球甲級聯賽（J1）比賽。Fagiano是雉的義大利語。

## 歷史
岡山綠雉成立於1975年，是自川崎製鐵水島遷離神戶市後（即現今神戶勝利船）才開始運作。部分原屬舊球會的球員，自己另組一隊新球隊，命為「江河自由踢球者」（River Free Kickers）。數年後，球隊於分縣聯賽中比賽。在2003年，球隊改名為「岡山綠雉」，自此成績便一直進步。
2005年，岡山綠雉升上了中國地方聯賽。2007年7月，綠雉成為第一隊在低於日本足球聯賽組別比賽的隊伍，得到日職聯會員身分（J. League Associate Membership）。同年12月2日，綠雉贏得地區聯賽附加賽第一名，並且獲得升上日本足球聯賽。
在2008年賽季中，球隊成功以第4名完成聯賽，獲得升上日本職業足球乙級聯賽（J2）的資格。因此當升班制度在12月1日正式法定後，岡山綠雉會在2009年參與J2比賽。
2024年12月7日，球隊於日乙升班附加賽 擊敗仙台維加泰，獲得升上日本職業足球甲級聯賽（J1）的資格。

## 球員名單
截止：2011年3月22日
註釋：國旗表示球員在國際足聯資格規則定義的國家隊。球員可能擁有一個以上非國際足聯國籍。
| 號碼 |          | 位置 | 球員              |
| ---- | -------- | ---- | ----------------- |
| 1    | 日本     | 门将 | 堀田大暉          |
| 2    | 日本     | 后卫 | 澤口雅彥          |
| 3    | 日本     | 后卫 | 後藤圭太          |
| 4    | 日本     | 后卫 | 近藤徹志          |
| 5    | 保加利亚 | 后卫 | 艾利恩·史杜恩洛夫 |
| 6    | 日本     | 后卫 | 野本安啟          |
| 7    | 日本     | 中场 | 妹尾隆佑          |
| 8    | 日本     | 中场 | 千明聖典          |
| 9    | 日本     | 前锋 | 岸田裕樹          |
| 10   | 日本     | 中场 | 川原周剛          |
| 11   | 日本     | 中场 | 桑田慎一朗        |
| 13   | 日本     | 后卫 | 山中誠晃          |
| 14   | 日本     | 中场 | 小林優希          |
| 15   | 日本     | 前锋 | 三木良太          |
| 16   | 日本     | 中场 | 金光榮大          |
| 17   | 日本     | 中场 | 大道廣幸          |
| 18   | 日本     | 中场 | 竹田忠嗣          |
| 19   | 日本     | 前锋 | 中野裕太          |
| 20   | 日本     | 前锋 | 白谷建人          |
| 21   | 日本     | 门将 | 真子秀德          |
| 22   | 日本     | 中场 | 臼井仁志          |
| 23   | 日本     | 后卫 | 植田龍仁朗        |
| 24   | 日本     | 后卫 | 坂本和哉          |

| 號碼 |      | 位置 | 球員                   |
| ---- | ---- | ---- | ---------------------- |
| 25   | 日本 | 后卫 | 田所諒                 |
| 26   | 日本 | 后卫 | 馬場悠                 |
| 27   | 日本 | 前锋 | 新中剛史               |
| 28   | 日本 | 中场 | 仙石廉                 |
| 29   | 日本 | 门将 | 中牧大輔               |
| 30   | 日本 | 后卫 | 一柳夢吾               |
| 31   | 日本 | 后卫 | 西園譽志               |
| 32   | 日本 | 中场 | 牧浦裕司               |
| 33   | 日本 | 中场 | 小寺優輝               |
| 34   | 日本 | 中场 | 加門亮兵               |
| 35   | 日本 | 前锋 | 久木田紳吾             |
| 36   | 日本 | 前锋 | 角島康介               |
| 37   | 日本 | 前锋 | 山本拓矢               |
| 38   | 日本 | 前锋 | 三村真                 |
| 39   | 日本 | 中场 | 福本尚純               |
| 40   | 日本 | 后卫 | 篠原弘次郎             |
| 41   | 日本 | 门将 | 椎名一馬               |
| 42   | 日本 | 前锋 | 竹內翼                 |
| 43   | 日本 | 后卫 | 岡崎和也               |
| 44   | 巴西 | 中场 | 法比奧·岡              |
| 45   | 日本 | 中场 | 石原崇兆               |
| -    | 巴西 | 前锋 | 吉亚哥·若尔热·奥诺里奥 |

## 外部連結
- 球會官方網站 （页面存档备份，存于） （日語）